# Key Center
Key Center az Amerikai Egyesült Államok északnyugati részén, Washington állam Pierce megyéjében, a Key-félszigeten elhelyezkedő statisztikai település. A 2010. évi népszámlálási adatok alapján 3692 lakosa van.